# Cesare De Lollis
Cesare De Lollis (* 13. September 1863 in Casalincontrada; † 25. April 1928 ebenda) war ein italienischer Literaturkritiker, Historiker, Romanist, Italianist, Hispanist, Provenzalist und Germanist.

## Leben und Werk
Cesare De Lollis war der Sohn des Schriftstellers Alceste De Lollis (1820–1887). Er studierte in Florenz und Rom bei Napoleone Caix, Adolfo Bartoli, Girolamo Vitelli, Francesco D’Ovidio und Ernesto Monaci, sowie in Paris bei Gaston Paris und Paul Meyer. Ab 1891 lehrte er Romanische Philologie in Genua, ab 1905 Französische und Spanische Literatur in Rom, schließlich ebenda ab 1918 (als Nachfolger von Ernesto Monaci) Romanische Philologie. Ab 1907 war er Mitherausgeber (ab 1921 alleiniger Herausgeber) der Zeitschrift La Cultura.

Mit Giovanni Gentile gehörte er zur Kommission für die Reform der Accademia della Crusca; vom Ministerium wurde er 1923 zum Mitglied ernannt.
In Rom und Chieti trägt eine Straße seinen Namen. Ein internationaler Literaturpreis ist nach ihm benannt.

## Werke

### Zu Lebzeiten erschienen
- Cristoforo Colombo nella leggenda e nella storia, Mailand 1892; 3. Auflage, Rom 1923; Mailand/Rom 1931; Florenz 1969; Cristoforo Colombo, Torriana 1991
- (Hrsg.) Scritti di Cristoforo Colombo, 2 Bde., Rom 1892–1894
- Vita di Cristoforo Colombo, Mailand 1895, 1985
- Vita e Poesia di Sordello di Goito, Halle a. S. 1896, Bologna 1969
- Gerardo Hauptmann e l'opera sua letteraria, Florenz 1899
- Saggi di Letteratura Francese, Bari 1920
- Crusca in fermento, Florenz 1922
- Cervantes reazionario, Rom 1924; Cervantes reazionario e altri scritti d'ispanistica, hrsg. von Silvio Pellegrini, Florenz 1947
- Chi cerca trova, ovverosia Colui che cercò l'Africa e trovò l'America, Rom 1925
- Alessandro Manzoni e gli storici francesi della Restaurazione, Bari 1926, Rom 1987
- (Hrsg.) Poesie provenzali sulla genesi d'amore, Rom 1927
- Saggi sulla forma poetica dell'Ottocento, hrsg. von Benedetto Croce, Bari 1929
- Reisebilder ed altri scritti, Bari 1929; hrsg. von Enrico Elli und Filippo Pierfelice, o. O. 2003

### Postume Werke und Ausgaben
- Scrittori francesi dell'Ottocento, hrsg. von Vittorio Santoli, Turin 1938 (mit Biographie)
- Taccuino di guerra,  Florenz 1955, Chieti 1973
- Scrittori d'Italia, hrsg. von Gianfranco Contini und Vittorio Santoli, Mailand 1968
- Scrittori di Francia, hrsg. von Gianfranco Contini und Vittorio Santoli, Mailand/Neapel 1971 (mit Bibliographie)
- Cesare de Lollis poeta e traduttore, hrsg. von Fausto De Sanctis, Pescara 2008
- Scrittori di Germania, hrsg. von Fausto De Sanctis, Pescara 2010